# Бєлов Віктор Омелянович
Віктор Омелянович Бєло́в (2 грудня 1925, Мар'янівка — травень 2004, Кривий Ріг) — український живописець, член Спілки радянських художників України з 1970 року.

## Біографі
Народився 2 грудня 1925 року в селі Мар'янівці (нині Вишневе Криворізького району Дніпропетровської області, Україна) в селянській сім'ї. Брав участь у німецько-радянській війні. Нагороджений орденами Вітчизняної війни І (6 квітня 1986) та ІІ (18 квітня 1944) ступеня.
Протягом 1946—1951 років навчався у Дніпропетровському художньому училищі, де його педагогами були Тамара Дроздова, Михайло Панін. Працював художником, головою художньої ради Криворізької художньої майстерні Дніпропетровського художнього фонду УРСР. Жив у Кривому Розі, в будинку на проспекті Гагаріна, 35, квартира 26. Помер у Кривому Розі у травні 2004 року.

## Творчість
Працював в галузі станкового живопису. Багато робіт написано за мотивами поїздок на Північ Росії, Шевченковими місцями, подорожей Карпатами і Кримом. Автор пейзажів, портретів, натюрмортів. Серед робіт:
- «І день іде, і ніч іде» (1961);
- «Вечірній Кривбас» (1967);
- «Юність Криворіжсталі» (1968);
- «Зима в Седневі» (1968);
- «Ранок» (1968);
- «Зима на Чернігівщині» (1968);
- «Весняний розлив» (1971);
- «Святковий вечір» (1972);
- «Чисте небо» (1972);
- «В Радгоспі» (1973);
- «Весна на Новій вулиці» (1980);
- «Відлига» (1980).

Брав участь у всеукраїнських виставках з 1961 року. Персональні виставки відбулися в Кривому Розі у 1962 та 1975 роках, Дніпропетровську та Дніпродзержинську у 1975 році.
Окремі роботи художника зберігаються у Харківському і Дніпровському художніх музеях, Криворізькому історико-краєзнавчому музеї, а також у приватних колекціях в Україні та за її межами.